# 沃羅比伊夫卡 (涅米羅夫區)
48°55′12″N 28°40′40″E / 48.92000°N 28.67778°E

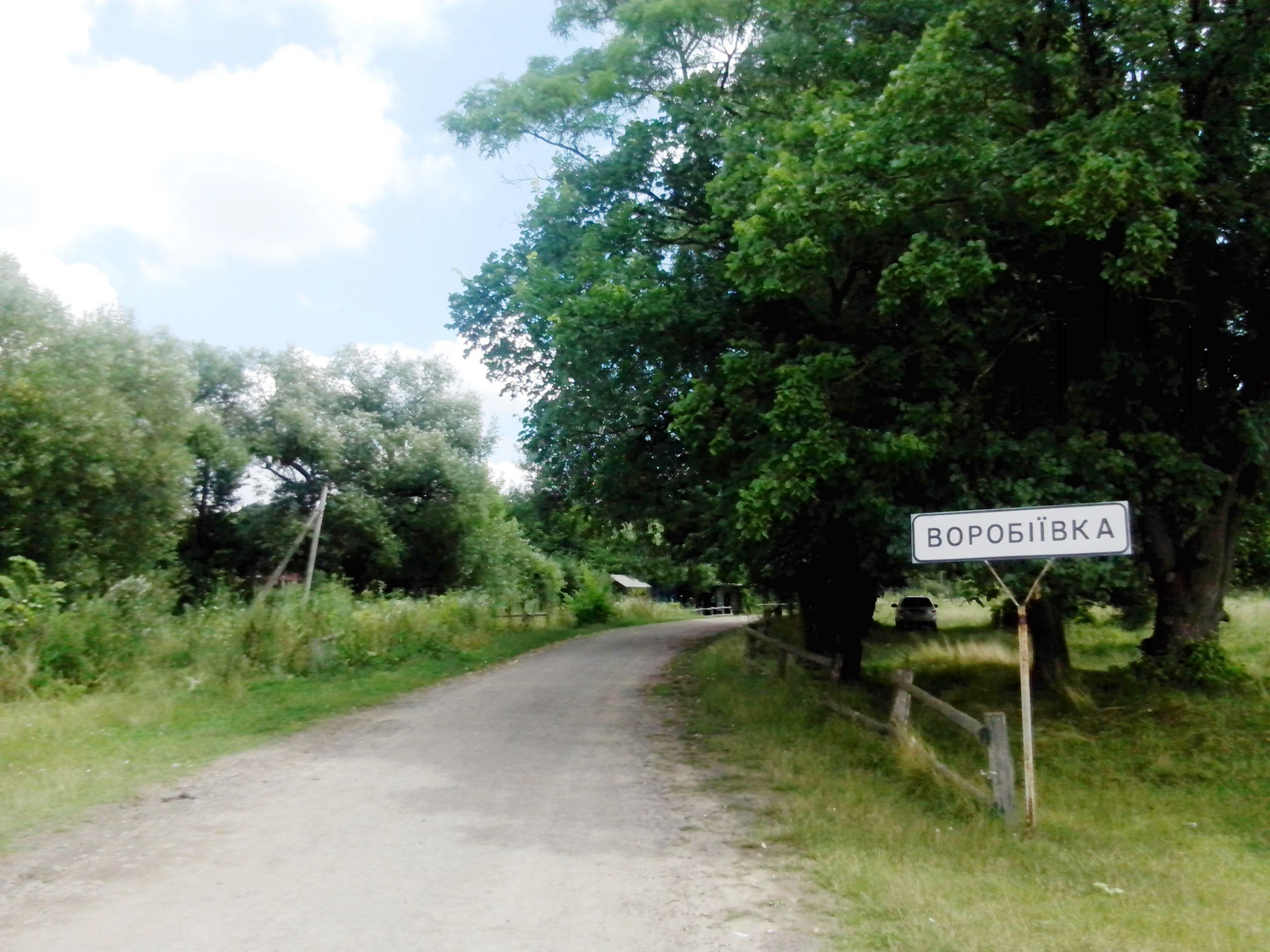

沃羅比伊夫卡（烏克蘭語：Воробіївка），是烏克蘭西南部的村莊，隸屬文尼察州的文尼察區。該村始建於1770年，面積1.96平方公里，海拔高度229米，2001年人口396。